# Mustafa Suzan
Mustafa Suzan (ur. 5 kwietnia 1957) – turecki zapaśnik w stylu klasycznym. Olimpijczyk z Los Angeles 1984, gdzie odpadł w eliminacjach w kategorii 82 kg. Dwunasty w mistrzostwach Europy w 1981. Srebrny medal na igrzyskach śródziemnomorskich w 1987 roku.